# Julien Soutarson
Julien Soutarson, né le 27 janvier 1979 à Paris, est joueur de volley-ball ayant joué:
- En Pro B avec l'équipe Spacer's Toulouse Volley durant la saison 2001-2002
- En Pro B avec l'équipe Foyer Laïque Saint-Quentin Volley-Ball durant la saison 2002-2003 et 2003-2004
- En Pro B avec l'équipe de Asnières Volley 92 durant la saison 2004-2005
- En N3 avec l'équipe du Chaville-Sevres Volley ball ainsi qu'en tant qu'entraineur